# Ambulyx ceramensis
Ambulyx ceramensis là một loài bướm đêm thuộc họ Sphingidae. Nó được miêu tả bởi Joicey và Talbot năm 1921, và được tìm thấy ở Indonesia.